# Мінковиці (Люблінське воєводство)
Мінковиці (пол. Minkowice) — село в Польщі, у гміні Мелґев Свідницького повіту Люблінського воєводства.
Населення — 536 осіб (2011).

## Демографія
Демографічна структура станом на 31 березня 2011 року:
|          | Загалом | Допрацездатний вік | Працездатний вік | Постпрацездатний вік |
| -------- | ------- | ------------------ | ---------------- | -------------------- |
| Чоловіки | 273     | 56                 | 187              | 30                   |
| Жінки    | 263     | 50                 | 152              | 61                   |
| Разом    | 536     | 106                | 339              | 91                   |